# Kalanchoe lobata
Kalanchoe lobata ist eine Pflanzenart der Gattung Kalanchoe in der Familie der Dickblattgewächse (Crassulaceae).

## Beschreibung

### Vegetative Merkmale
Kalanchoe lobata ist eine vermutlich ausdauernde Pflanze, die Wuchshöhen von bis zu 65 Zentimeter erreicht. Die aufrechten, stielrunden, steifen Triebe sind dicht drüsig-haarig. Die flachen, fleischigen Laubblätter sind gestielt. Der schmale Blattstiel ist an der Basis verbreitert. Die blassgrüne bis gelbliche, spärlich behaarte Blattspreite ist unregelmäßig eingeschnitten-gelappt bis dreilappig. Blätter an der Basis sind einfach. Die Spreitenbasis ist keilförmig. 

### Generative Merkmale
Der Blütenstand sind ebensträußige Rispen mit einer Länge von bis zu 6 Zentimeter. Die aufrechten Blüten stehen 2,5 bis 5,5 Millimeter langen Blütenstielen. Ihr blassgrüner Kelch ist an der Basis gerundet sowie dicht und kurz drüsig-haarig.  Die Kelchröhre ist 2.5 bis 3,5 Millimeter lang. Die eiförmig-lanzettlichen, zugespitzten Kelchzipfel sind 3,5 bis 4 Millimeter lang und 2,5 bis 3,5 Millimeter breit. Die 15 bis 16 Millimeter lange, zylindrische, orangefarbene oder gelbe Kronröhre ist an der Basis erweitert und oberhalb der Fruchtblätter stark zusammengezogen. Ihre Kronzipfel tragen ein aufgesetztes Spitzchen. Sie weisen eine Länge von 5 bis 5,5 Millimeter auf und sind 2,5 bis 3 Millimeter breit. Die Staubblätter ragen nicht aus der Blüte heraus. Die Staubbeutel sind etwa 0,7 Millimeter lang. Das Fruchtblatt weist eine Länge von etwa 7,5 Millimeter auf. Der Griffel ist etwa 0,5 Millimeter lang.

## Systematik und Verbreitung
Kalanchoe lobata ist in Simbabwe auf schieferigen Felsen in Höhen von 1600 Metern verbreitet.
Die Erstbeschreibung durch Rosette Mercedes Saraiva Batarda Fernandes wurde 1978 veröffentlicht.

## Nachweise